# اشتياق حسين قريشي
اشتياق حسين قريشي (بالأردوية:  اشتیاق حسين قریشی )‏ (20 نوفمبر 1903 – 22 يناير 1981) كان مؤرخًا باكستانيًا وباحثًا وكاتبًا وأستاذًا للتاريخ السياسي في جامعة البنجاب ثم في جامعة كراتشي. وكان أيضًا كاتبًا مسرحيًا معروفًا.
وهو ناشط مبكر في حركة باكستان، عمل قريشي في وزارات التعليم والمناطق الحدودية كسكرتير، وانتُخب عضوًا في مجلس شورى باكستان. ولكنه استقال من تعييناته الحكومية وانضم إلى جامعة كولومبيا كأستاذ لتاريخ جنوب آسيا. ولكن سرعان ما عاد إلى باكستان وأسس هيئة اللغة الوطنية في السبعينيات وساعد في إنشاء قسم التاريخ في جامعة البنجاب. ثم انضم إلى كلية التاريخ في جامعة كراتشي حيث بقي هناك بقية حياته. يرجع الفضل لقريشي أيضًا في تحرير سلسلة من أربعة مجلدات عن تاريخ باكستان.